# Gympie ferrão
Dendrocnide moroides, também conhecida como "picada de mato", "ferrão gympie", "amoreira de folhas", "ferrão do mato", "planta de suicídio" ou "moonlighter", é um grande arbusto nativo das florestas tropicais nas áreas do norte até leste da Austrália, nas Molucas e na Indonésia. Ela é conhecido por seus pelos urticantes que cobrem toda a planta e expelem uma neurotoxina potente quando tocada. É a mais tóxica das espécies de árvores australianas urticárias. O fruto é comestível se os pelos urticantes que o cobrem forem completamente removidos.
Ela é tão perigosa porque a folhagem — bem como a sua raiz — é coberta por pequenos pelos que são como espinhos. Eles se fixam na pele e soltam uma espécie de veneno que cai diretamente na corrente sanguínea, atingindo todos os órgãos. Um peptídeo chamado moroidina é o responsável pela dor alucinante.